# De schoone stad aan het IJ
De schoone stad aan het IJ is een artistiek kunstwerk in Amsterdam-West.
Het zijn twee muurschilderingen van de kunstenaar Moos Cohen. In 1940 kreeg hij opdracht van de gemeente Amsterdam om twee muurschilderingen te maken voor de Dienst Stadsreiniging aan de Bilderdijkkade. Na de sloop van het gebouw in 2003 werden de tableaus enige tijd opgeslagen. In 2014 zijn de schilderingen opgehangen in de overdekte  Hannie Dankbaarpassage, De Hallen. De tableaus worden daar begeleid door ene kleine plaquette ter verduidelijking.  De kunstenaar kon weinig genieten van zijn werk; hij werd opgepakt, gedeporteerd en in 1943 omgebracht in Auschwitz). Vanaf 2021 werd het tevens gezien als oorlogsmonument ter nagedachtenis van de 165 bewoners uit Oud-West die weggevoerd en omgebracht zijn, aldus een plaquette bij de schilderingen. 

## De schoone stad aan het IJ
Het tableau De schoone stad aan het IJ laat de Amsterdamse Stedenmaagd in moderne kledij zien, zij leunt op het Wapen van Amsterdam met de drie Andreaskruizen. Zij, gemodelleerd naar de vrouw van Cohen, wuift naar een beurtschipper in een zeilboot op het IJ. De titel van het werk staat enigszins vervaagd verspreid over de afbeelding.

## Vuilopruimers in actie
Het tableau Vuilopruimers in actie laat de diverse werkzaamheden van de Stadsreiniging zien. Er wordt geveegd, schoon gespoten, een prullenbak wordt geleegd en er wordt gedregd in de gracht. Alles eindigt ten slotte in de grijpers van de vuilverbranding. De gehele enscenering wordt begeleid door meeuwen. Links boven is een gecombineerde afbeelding te zien van het Paleis op de Dam en de Westerkerk.     

## Plaquette
In de onmiddellijke nabijheid van deze twee kunstwerken, werd in 2015 een plaquette aangebracht ter nagedachtenis aan oorlogsslachtoffers werkend bij de Dienst. Die plaquette werd in juli 1946 onthuld in het hoofdkantoor van de dienst aan de Kwakersstraat 1. Dat gebouw werd al eerder gesloopt om plaats te maken voor het Stadsdeelkantoor Oud-West. De plaquette verhuisde daarop in 1985 naar Stadhouderskade 1, bekend als kantoor van het GVB, maar er werkten ook andere diensten. De plaquette verhuisde na oplevering van het stadsdeelkantoor terug. Dat kantoor heeft er niet lang gestaan en werd rond 2003 afgebroken, waarbij de plaquette in opslag werd bewaard. In 2015 werd het teruggeplaatst in De Hallen, niet op de plaats van de stadsreiniging maar in de hallen van de voormalige Remise Tollensstraat. De plaquette vermeldt de tekst:
In memoriam
By de stadsreiniging vielen in den oorlog 1940-1945 als slachtoffer:
 J.F. Beerens, W.H. Duffels, A. Kok, M. Nunes Vas, M.Voet en B.G. v. Wittenhorst

## Afbeeldingen

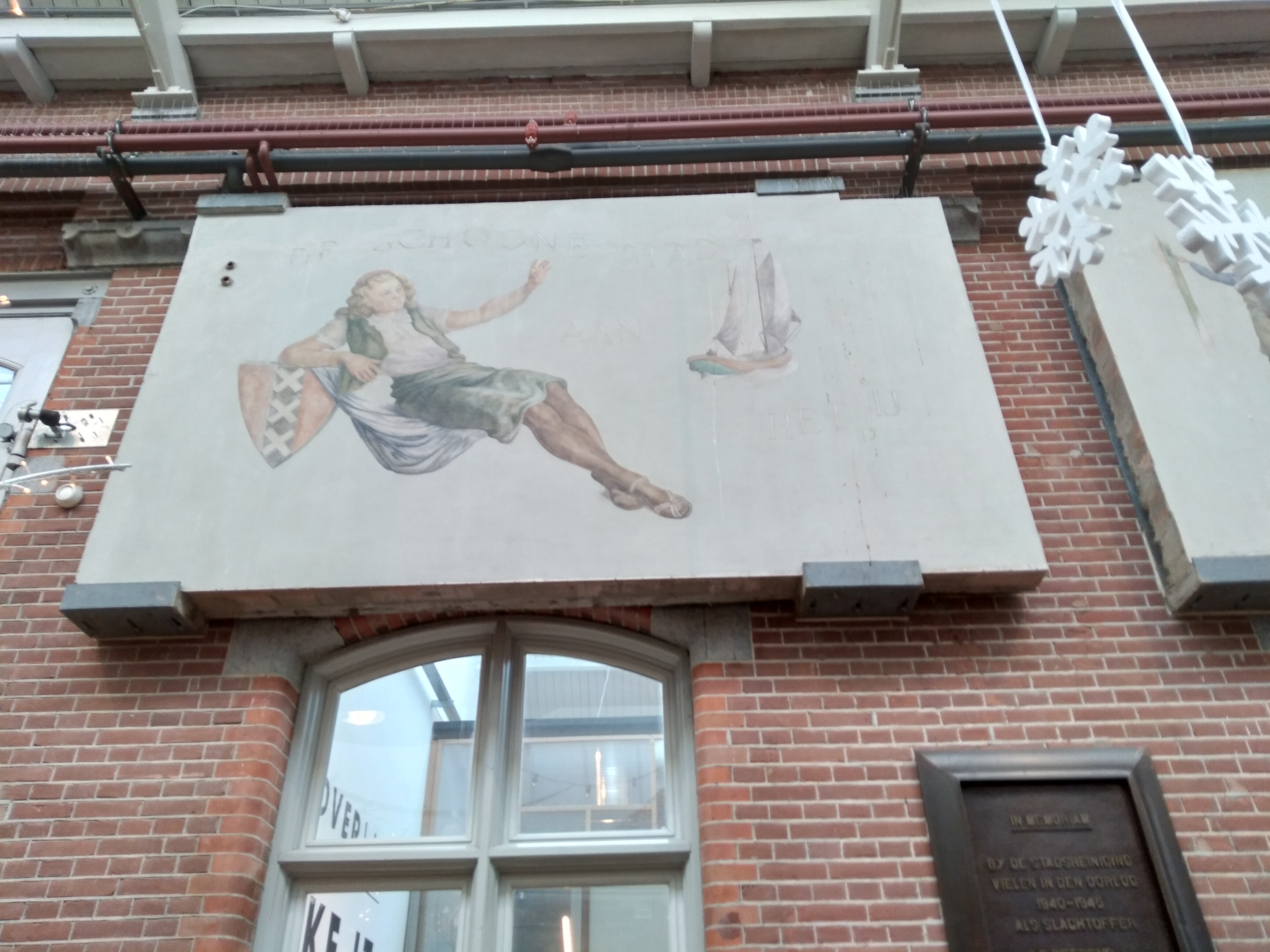
Schoone stad aan het IJ (december 2021)
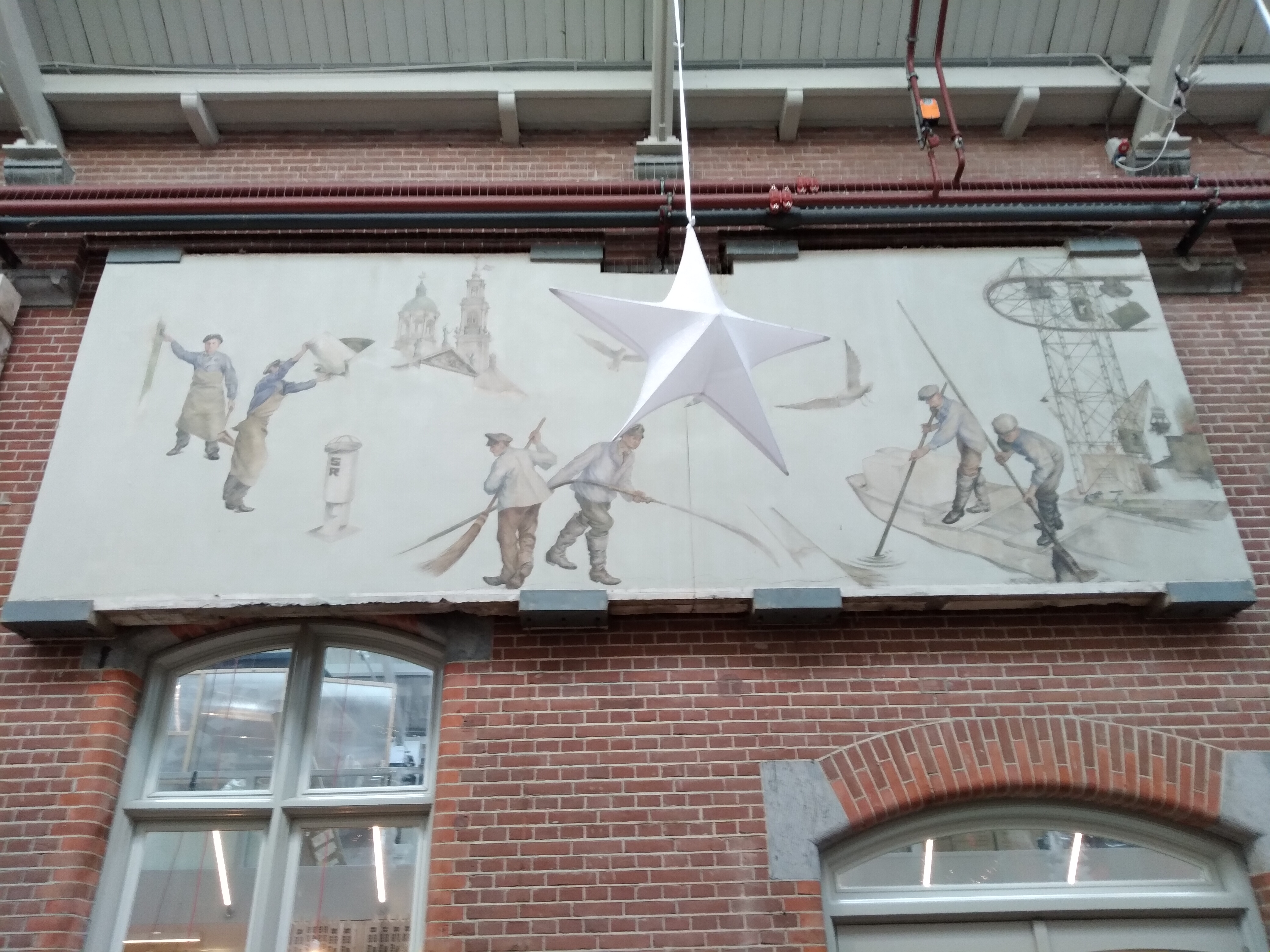
Vuilopruimers in actie (december 2021)
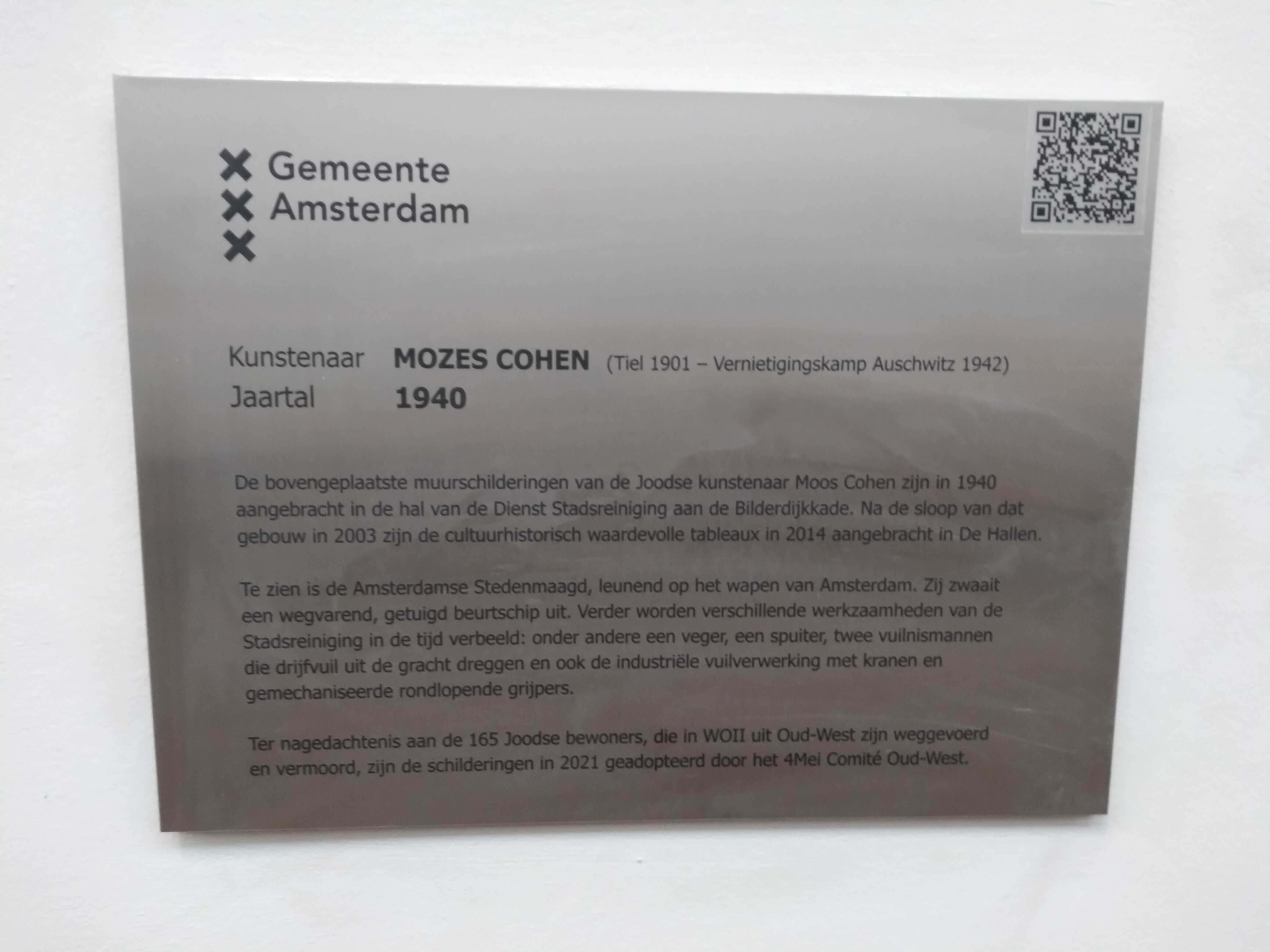
Plaquette bij Schoone stad (december 2021)
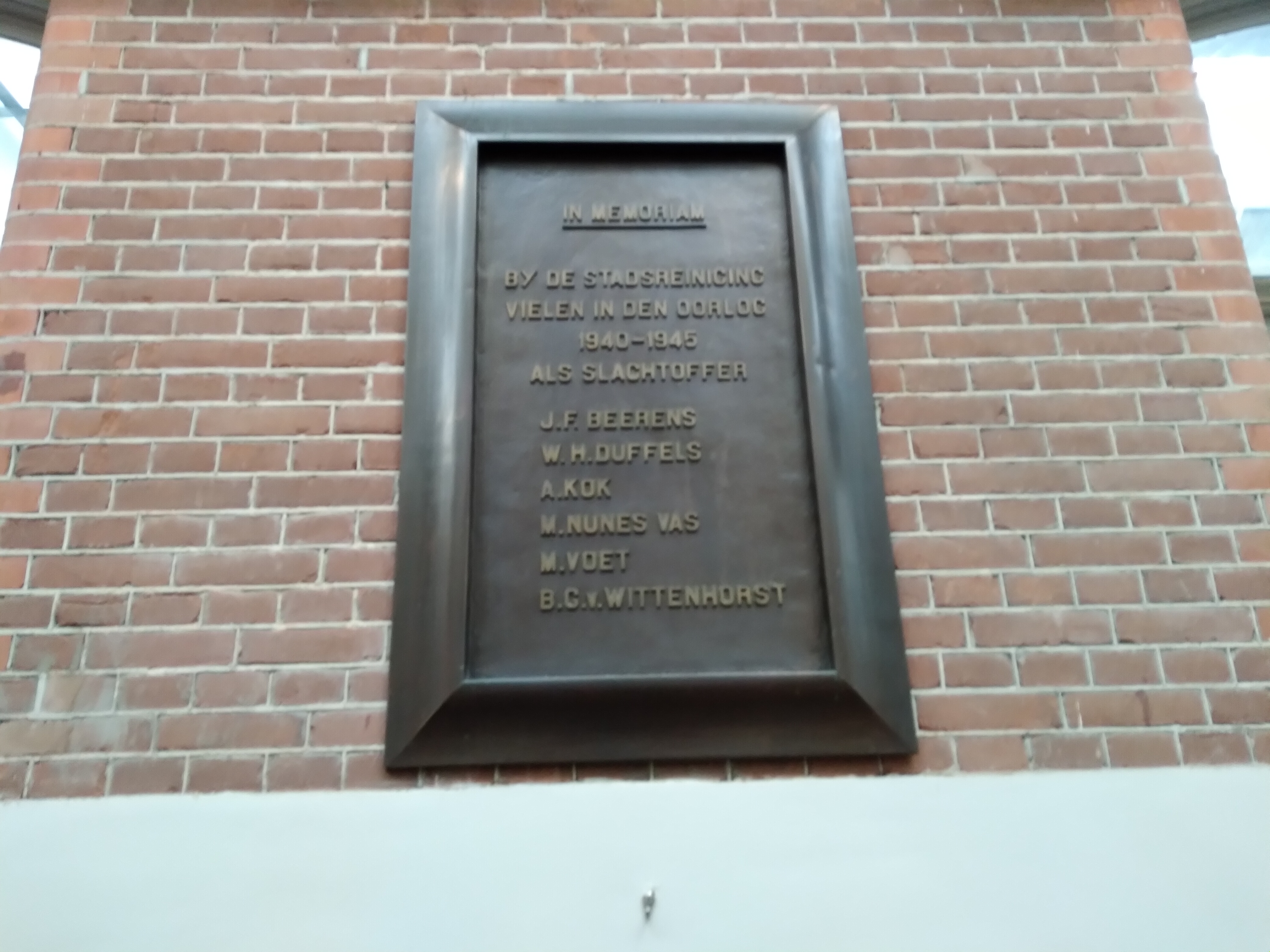
Plaquette Stadsreiniging (december 2021)